# Miriam Ramón
Pour les articles homonymes, voir Ramón.
Miriam Ramón, née le 10 février 1973, est une athlète équatorienne, spécialiste de la marche. Elle a détenu de 2005 à 2014 le record d'Amérique du Sud sur 20 kilomètres marche.

## Palmarès

### Championnats du monde d'athlétisme
- Championnats du monde d'athlétisme de 1993 à Stuttgart ( Allemagne)
  - 16e sur 10 km marche
- Championnats du monde d'athlétisme de 1995 à Göteborg ( Suède)
  - 25e sur 10 km marche
- Championnats du monde d'athlétisme de 1997 à Athènes ( Grèce)
  - éliminée en série sur 10 000 m marche
- Championnats du monde d'athlétisme de 2007 à Osaka ( Japon)
  - disqualifiée sur 10 km marche

### Championnats du monde d'athlétisme en salle
- Championnats du monde d'athlétisme en salle de 1991 à Séville ( Espagne)
  - 10e sur 3 000 m marche

### Championnats du monde junior d'athlétisme
- Championnats du monde junior d'athlétisme de 1990 à Plovdiv ( Bulgarie)
  - 4e sur 5 000 m marche

### Jeux panaméricains
- Jeux Panaméricains de 2007 à Rio de Janeiro ( Brésil)
  -  Médaille d'argent sur 20 km marche

### Coupe du monde de marche
- Coupe du monde de marche de 2006 à La Corogne ( Espagne)
  - 25e sur 20 km marche
- Coupe du monde de marche de 2006 à Mézidon-Canon ( France)
  - 50e sur 20 km marche

### Championnats d'Amérique du Sud d'athlétisme
- Championnats d'Amérique du Sud de 1989 à Medellín ( Colombie)
  -  Médaille d'or sur 10 000 m marche
- Championnats d'Amérique du Sud de 1993 à Lima ( Pérou)
  -  Médaille d'or sur 10 000 m marche
- Championnats d'Amérique du Sud de 1995 à Manaus ( Brésil)
  -  Médaille d'or sur 10 000 m marche
- Championnats d'Amérique du Sud de 1997 à Mar del Plata ( Argentine)
  -  Médaille d'argent sur 10 000 m marche
- Championnats d'Amérique du Sud de 1999 à Bogotá ( Colombie)
  -  Médaille d'or sur 20 000 m marche
- Championnats d'Amérique du Sud de 2006 à Tunja ( Colombie)
  -  Médaille d'argent sur 20 000 m marche
- Championnats d'Amérique du Sud de 2007 à São Paulo ( Brésil)
  -  Médaille d'argent sur 20 000 m marche

## Records
- record d'Amérique du Sud sur 20 km marche en 1 h 31 min 25 s , le 7 mai 2005 à Lima